# Farafenni
Farafenni  este un oraș  în  diviziunea North Bank, Gambia. Este un important oraș comercial al țării.